# イギリス国鉄6形蒸気機関車
イギリス国鉄6形蒸気機関車（イギリスこくてつ6がたじょうききかんしゃ）は、イギリス国鉄の旅客用テンダー式蒸気機関車（SL）で、標準蒸気機関車の1形式である。2次25両が製造予定だったが、2次導入分は材料となる鉄鋼不足とその後の動力近代化で中止された。製造された全機がスコットランドの氏族から愛称がつけられ、鉄道ファン等からは「クラン」と呼ばれている。保存機は無いが新造プロジェクトが進められている。

## 誕生の経緯
1948年に4大私鉄が国有化されてイギリス国鉄が発足した当時、私鉄時代の在来機が継続して増備されていた。1951年に国鉄標準型蒸気機関車の製造が開始されたが、その中でも急客用の主力機として設計された7形は軸重が重く、入線できない路線もあり、亜幹線も含めてより幅広い線区に対応する機関車が求められていた。
7形に小さめのボイラーを搭載することで標準化を図ったが、これにより7形の欠陥までも引き継いでしまった。さらに7形のシャーシに小さめのボイラを搭載したことで設計に不備が生じてしまい、標準型の中では最も効率の悪い機関車であることが判明した。